# Zveza bratovščin odraslih katoliških skavtinj in skavtov
Zveza odraslih katoliških skavtinj in skavtov, krajše ZBOKSS, je nacionalna organizacija slovenskih odraslih skavtinj in skavtov.
V svojih vrstah združujejo članice in člane, ki so bili v mladosti člani mladinskega skavtskega gibanja in ljudi, ki v mladosti niso imeli priložnosti okusiti skavtske poti, a jih skavtski način življenja privlači.
Delujejo na celotnem področju Slovenije, kjer se združujejo v lokalne enote, ki se imenujejo bratovščine. Pri svojem delovanju podpirajo mladinsko gibanje, ki nas navdihuje s svojo zagnanostjo pri vzgoji otrok in mladine.

## Odraslo skavtstvo
- V ZBOKSS so aktivni odrasli ljudje, ki jih navdušuje preprost skavtski način življenja, trdna zavezanost vrednotam, ki izhajajo iz skavtske obljube in zakonov.
- V smislu skavtskega pozdrava »Bodi pripravljen! Vedno pripravljen!«, so pripravljeni »spreminjati svet na bolje«, kot je naročil ustanovitelj skavtstva Robert Baden-Powell. Članice in člani se vsak dan potrudijo narediti vsaj eno dobro delo.
- Odrasle skavtinje in skavti so radovedni, ustvarjalni in odprti za izzive. Opazijo potrebe v družbi, nanje odgovorijo in pripravljeni so pomagati sočloveku in aktivno delovati v lokalnih skupnostih.
- Odrasli skavti poiščejo kraj učenja, sprostitve in srečevanja v naravi. V njej vidijo Božje delo, zato jo občudujejo, spoštujejo in varujejo. Aktivnosti v naravi so preproste in vodijo k rasti posameznika in k rasti dobrih odnosov med ljudmi.
- Odrasle skavtinje in skavti so odprti za nove ideje, znanja in spretnosti in rastejo na vseh področjih življenja.
- Radi se družijo med seboj in sklepajo prijateljstva.
- Večina so starši otrok, ki so člani mladinskega gibanja Združenje slovenskih katoliških skavtinj in skavtov, pridružuje pa se jim tudi vedno več skavtinj in skavtov, ki so končali svojo pot v mladinskem gibanju.

## Poslanstvo
Prizadevajo si, »da bi zapustili ta svet vsaj za malo boljši, kot so ga prejeli«. Osnovni namen ZBOKSS je:
- spodbujati člane k ohranjanju zvestobe skavtski obljubi in skavtskim zakonom,
- širjenju skavtskega duha v okolju, kjer živijo in delajo

Člani se zavzemajo za dejavno pomoč mladinskim skavtskim organizacijam ter prispevajo k stalnemu telesnemu, duševnemu, duhovnemu in družbenemu razvoju prebivalcev okolja, v katerem živijo. Delujejo v skladu s skavtsko metodo, ki jo tudi malo prilagodijo za odrasle ljudi.

## Organiziranost
- V Sloveniji je 19 lokalnih enot, ki se imenujejo bratovščine (v smislu skavtskega zakona: "Skavt je prijatelj vsakomur in vsem skavtom brat").
- Vsaka bratovščina je organizirana kot društvo in znotraj nje lahko deluje več skupin.
- Bratovščine se združujejo v zvezo društev »Odrasli skavti Slovenije – Zveza bratovščin odraslih katoliških skavtinj in skavtov (ZBOKSS)«.
- Vsako društvo ima po dva predstavnika na svetu zveze. ZBOKSS je slovenska organizacija odraslih skavtinj in skavtov in članica mednarodne organizacije odraslih skavtinj in skavtov[1].

## Družinsko skavtstvo
Slovenske odrasle skavtinje in skavti so v svetu prepoznavni po tem da podpirajo in udejanjajo družinsko skavtstvo. Aktivnosti so organiziramo tako, da lahko pri njih sodelujejo tudi otroci. Ti se aktivnosti v naravi veselijo in se sproščeno družijo s svojimi sovrstniki. Seveda pa je veliko otrok članov bratske organizacije ZSKSS, ki jo ZBOKSS z veseljem podpira z dejavnim sodelovanjem.

## Zgodovina

### Odrasli skavti med prvo in drugo svetovno vojno
Že v obdobju med obema vojnama so se tudi na naših tleh pojavili odrasli skavti. Po 21. letu se je pot roverjev in stanaric, kot so se takrat imenovali popotniki in popotnice, v mladinskem gibanju zaključila. Odrasli skavti, ki so želeli še naprej vezati svojo življenjsko pot na skavtstvo, so se združevali v klube. Klubi so bili takrat samo v večjih slovenskih mestih (na primer Ljubljana, Celje). Odrasli skavti so se takrat imenovali »old« skavti ali »old« skavtinje ali tudi pobratimi in posestrime.

### Ustanovitev Gibanja odraslih slovenskih katoliških skavtov
Leta 1988 so imeli starši skavtov sestanek pri svetem Petru v Ljubljani, kjer je deloval študentski duhovnik Milan Knep. Pogovarjali so se o dejavnosti mladih skavtov. Mladi so z veliko mero odločnosti izrazili željo po skupnih srečanjih, izletih in skavtskih dejavnostih. Starši so želeli pomagati svojim otrokom, hkrati pa se tudi družiti med seboj. Živeli so v tihem upanju in pričakovanju, da bodo nekoč tudi oni postali skavti, čeprav v mladosti niso bili deležni skavtske vzgoje.
4. novembra 1990 je bil v Dravljah ustanovni zbor Gibanja odraslih slovenskih katoliških skavtov. Smernice za ustanovitev gibanja je prinesel Jože Kušar, ki se je udeležil letnega zbora odraslih katoliških skavtov Furlanije in Julijske krajine istega leta v Vidmu. Na ustanovnem zboru v Dravljah je bil ustanovljen petčlanski odbor (Jože Kušar, Tone Lesnik, Ivan Pintarič, Janko Černetič, Marija Lovšin in duhovni asistent Rafo Pinosa). V naslednjih dveh letih je odbor organiziral obljube odraslih skavtov v Ljubljani, Kočevskem Rogu in Črni vasi. Obljubilo je okoli 50 staršev.
Ko pa se je članstvo v Združenju slovenskih katoliških skavtinj in skavtov zelo povečalo, vodstvo organizacije pa se sestavljali študentje, ki so bili močno obremenjeni s študijem in vodenjem organizacije, se je pokazala potreba, da vodenje ZSKSS začasno prevzamejo odrasli skavti. S tem je zamrlo delo Gibanja odraslih slovenskih katoliških skavtov.

#### Prvo srečanje odraslih skavtinj in skavtov - Pomladni veter
Leta 1996 je na pobudo kapucina patra Primoža Kovača nastala skupina odraslih skavtov v Štepanji vasi v Ljubljani. Njeni člani so bili starši nekaterih skavtov iz stega Ljubljana 4. Na obiskih staršev na poletnih taborih, ki so bili tako oblikovani, da so staršem omogočili okusiti skavtsko življenje, je v njih zrasla želja, da bi zajemali iz skavtskega duha.
Ko je do njih prišla novica o obstoju še drugih skupin odraslih skavtov, so se odločili organizirati prvo srečanje odraslih skavtov Slovenije - Pomladni veter, 4. aprila 1999. Na njem se je zbralo 45 članov skupin odraslih skavtov iz vse Slovenije. Namen srečanja je bil druženje, izmenjava izkušenj in spoznavanje delovanja drugih skupin odraslih skavtov, vendar so v delovnih skupinah začrtali tudi smernice za nadaljnje organiziranje odraslih skavtov v Sloveniji.
Zaključki srečanja so bili:
- potrebno je povezovanje skupin odraslih skavtov
- odraslo skavtstvo v Sloveniji potrebuje tudi organizirano obliko
- potrebno je dati vsebino odraslemu skavtskemu gibanju.

Na srečanju se jim je pridružila tudi Metka Kastelic, ki jo je ZSKSS imenovala za koordinatorko za ustanovitev odraslih skavtov Slovenije.

#### Posvet o odraslem skavtstvu na Brezovici
Bratovščina Brezovica je na pobudo Metke Kastelic 29. januarja 2000 organizirala "Posvet o odraslem skavtstvu". Na njem so se zbrali predstavniki skupin odraslih skavtov iz cele Slovenije. Namen posveta je bil začetek postopka za ustanovitev organizacije odraslih skavtov.
Predstavniki skupin odraslih skavtov so sklenili, da bodo odrasli skavti v Sloveniji imeli svojo organizacijo. Predvsem zaradi nevmešavanja v delo ZSKSS in zaradi drugačnih načinov delovanja odraslih. Udeleženci so se zavzeli za močno povezanost z ZSKSS in za tesno sodelovanje obeh organizacij. Pravtako so izvolili desetčlanski iniciativni odbor za ustanovitev organizacije odraslih skavtov v Sloveniji v sestavi:
Metka Kastelic (predsednica), Aleš Čerin (podpredsednik), Rudi Dolgan (tajnik), Marija Lovšin (finančnica), Janez Kobal (duhovni asistent), Tone Lesnik (član), Sandi Trnjar (član), Ana Fajdiga (članica), Jože Tavčar (član), Jože Kušar (član), Peter Repovž (član).
Delegati na posvetu so iniciativnemu odboru zaupali naslednje naloge:
- priprava statuta organizacije
- registriranje na upravni enoti
- priprava in sklic ustanovne skupščine.

Posvet na Brezovici je bil temeljni kamen, ki je odraslo skavtstvo v Sloveniji postavil v okvire uradne organiziranosti.
Iniciativni odbor je v letu svojega delovanja pripravil potrebno gradivo za ustanovni zbor Odraslih skavtov Slovenije, poleg tega pa je pomagal pri delovanju skupin odraslih skavtov po celi Sloveniji.

#### Ustanovni zbor ZBOKSS
Iniciativni odbor je pripravil tudi vse potrebno gradivo za Ustanovni zbor Odraslih skavtov Slovenije - Zvezo bratovščin odraslih katoliških skavtinj in skavtov, ki je bil 31. marca 2001 v Postojni - na 11. obletnico ustanovitve ZSKSS. Bratovščina Postojna je prijazno sprejela zahtevno organizacijo ustanovnega zbora.
Na ustanovnem zboru se je zbralo 70 predstavnikov bratovščin odraslih skavtov iz vse Slovenije. Vabilu so se odzvali tudi gostje iz Furlanije-Julijske krajine in Trsta, veseli pa so bili tudi navzočnosti koprskega pomožnega škofa Jurija Bizjaka. Udeležence ustanovnega zbora je pisno pozdravil tudi Niels Rosenbom, predsednik ISGF (International Scout and Guide Fellowship).
Izvoljeni predstavniki bratovščin (registriranih in tistih v postopku registracije) so na ustanovnem zboru opravili temeljno delo pri ustanavljanju Odraslih skavtov Slovenije.
Po duhovni misli Janeza Kobala in pozdravnih govorih gostov so predstavniki bratovščin:
- sprejeli pravila Odraslih skavtov Slovenije - Zveze bratovščin odraslih katoliških skavtinj in skavtov
- izvolili vodstvo novo nastale organizacije: Aleš Čerin (načelnik), Vlasta Kovič (podnačelnica), Matjaž Maležič (tajnik), Uroš Primc (poverjenik za program), Aleksander Trnjar (poverjenik za finance in gospodarstvo), Alenka Vodopivec (poverjenica za mednarodne odnose), brat Primož Kovač (generalni duhovni asistent).

Predstavniki treh bratovščin (Novo mesto, Postojna, Ljubljana - Štepanja vas), ki so bile v tistem času uradno registrirane kot društva, so podpisali pogodbo o ustanovitvi zveze društev.

## Gibanje danes
Odraslo skavtsko gibanje raste, postaja vedno bolj aktivno in družbeno dejavno. Trenutno je okoli 300 dejavnih odraslih skavtinj in skavtov v 29 bratovščinah po vsej Sloveniji.
ZBOKSS je nacionalna organizacija odraslih skavtov v Sloveniji in dejavna članica Mednarodne bratovščine odraslih skavtinj in skavtov (International Scout ang Guides Fellowship (ISGF).